# 崇福寺停留場
崇福寺停留場（そうふくじていりゅうじょう、崇福寺電停）は、長崎県長崎市油屋町にある長崎電気軌道本線の停留場である。駅番号は35。
本線の終点で、1号・4号各系統の起終点である。

## 歴史
当停留場が開業したのは1968年（昭和43年）。思案橋 - 正覚寺下間の延伸に合わせて正覚寺下停留場（しょうかくじしたていりゅうじょう）として開業した。当地を流れていた玉帯川を暗渠とし、道幅を広げた上に軌道を敷設した。
長らく終点だった思案橋から路線を延伸させたのは、思案橋周辺での自動車の混雑が激化していたためであり、終点の位置を移すことでその混雑を回避する狙いがあった。当時は日本各地で路面電車の廃止が取り沙汰されていたために延伸は珍しく、注目を浴びた。
2018年（平成30年）には停留場名を改称し、崇福寺停留場となった。

### 年表
- 1968年（昭和43年）6月17日：正覚寺下停留場として開業[2]。
- 2003年（平成15年）2月2日：停留場を改築[6]。
- 2018年（平成30年）8月1日：崇福寺停留場に改称[5][7]。

## 構造

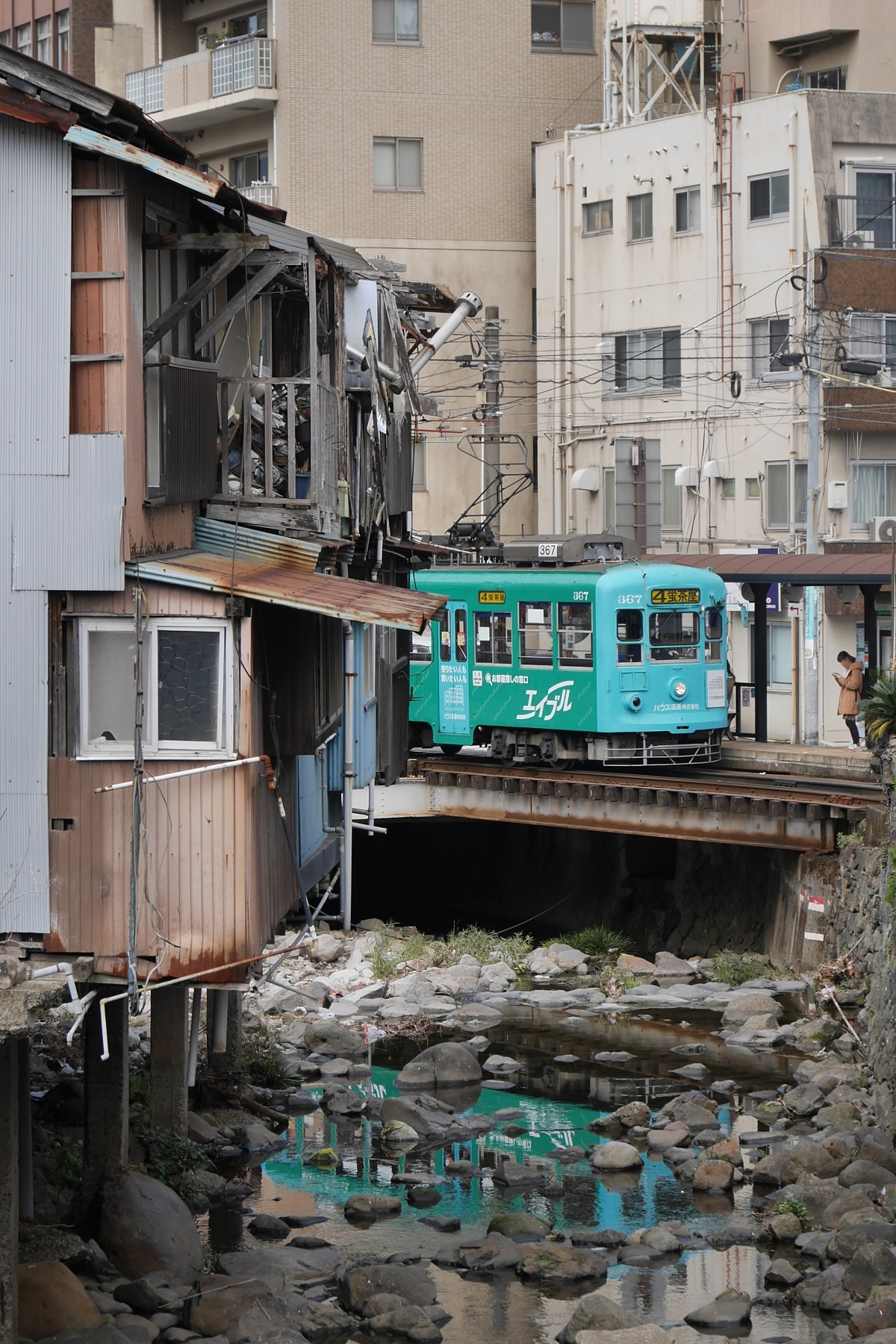
南から望む

思案橋停留場から坂を上った先、複線の軌道が合流し単線になった先にホームがある。ホームは単線の軌道の片側（思案橋寄りから見て左側）に1面のみの片面ホーム。敷地が狭いため、停留場は玉帯川の暗渠が途切れた先、川の上にせり出すようにして設けられていて、ホームからは川面を望むことができる。1面1線ゆえ到着した電車はすぐ折り返しを行う。
2003年には上屋がタキロン式から景観に配慮したシェルター式に取り換えられた。合わせて終端部の擁壁を一部取り払い、停留場の有効長を3メートル延長させている。
かつては分岐器を操作するための操車室があった。

## 利用状況
長崎電軌の調査によると1日の乗降客数は以下の通り。
- 1998年 - 2,451人[1]
- 2015年 - 900人[13]

## 周辺

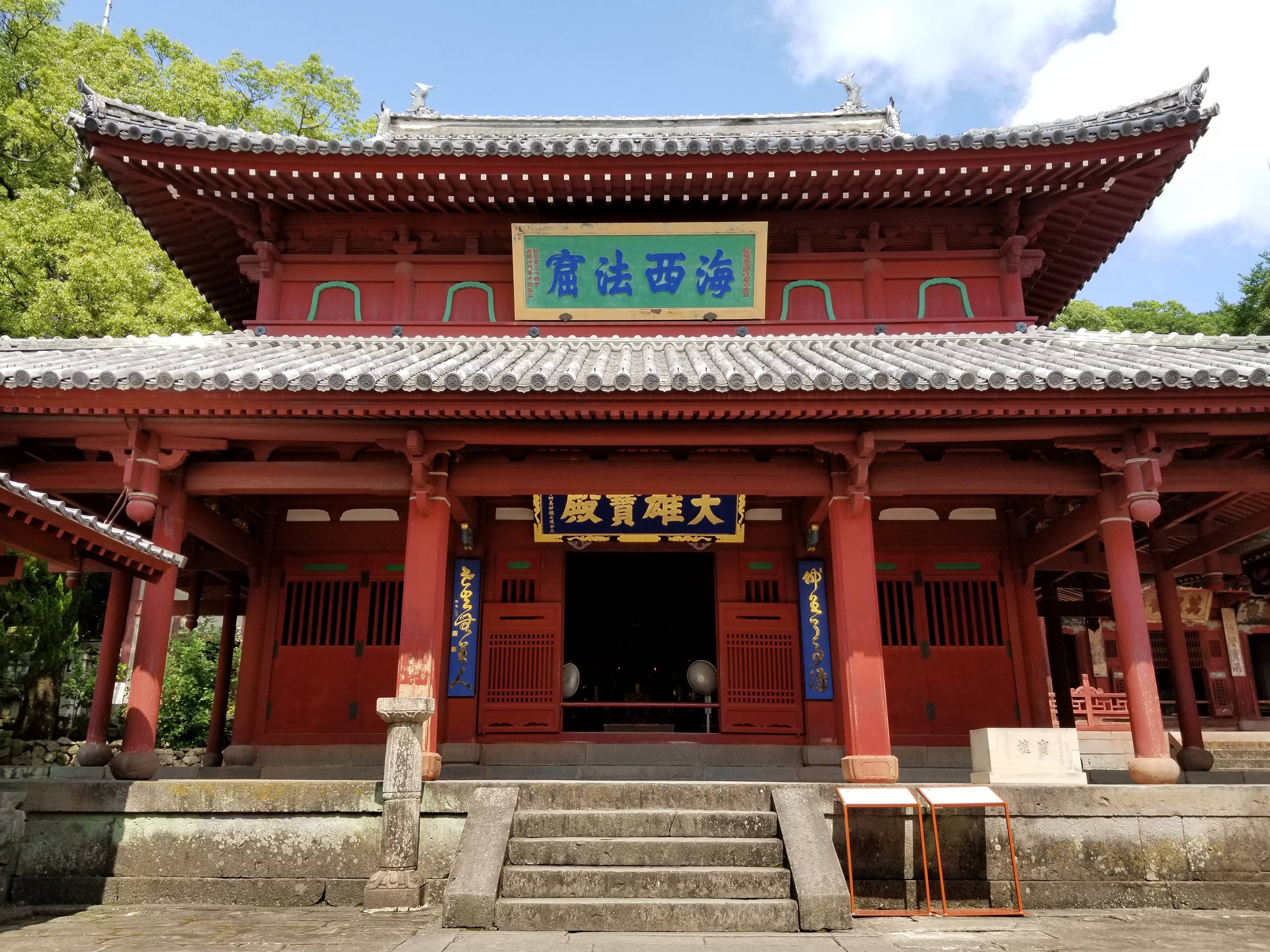
崇福寺（大雄宝殿）

国宝の崇福寺が近く、付近には長崎バスの「崇福寺入口」バス停がある。旧停留場名にあった正覚寺は停留場脇にある丘の上に建つ。停留場名は「しょうかくじした」と読んだが、寺院名は「しょうがくじ」である。
停留場の奥には、長崎電気軌道が管理する有料駐車場（正覚寺下駐車場）がある。
- 長崎電気軌道兼営事業部（定期券・長崎スマートカードを購入可能）
- 清水寺
- 国道324号
- 長崎玉成高等学校
- 長崎女子高等学校
- 高島秋帆旧邸宅跡

## 隣の停留場
長崎電気軌道
本線
思案橋停留場 (34) - 崇福寺停留場 (35)